# Gladys Knight
Pour les articles homonymes, voir Knight.
Gladys Knight, née le 28 mai 1944 à Atlanta (Géorgie), est une chanteuse de soul et de rhythm and blues et une actrice américaine. Elle est surnommée « The Empress of Soul » (« L'Impératrice de la Soul »).
Sept fois récompensée aux Grammy Awards, Gladys Knight est connue pour les succès qu'elle a enregistrés dans les années 1960, 1970 et 1980 avec son groupe Gladys Knight & the Pips, notamment au sein du label Motown.
Gladys compte deux singles numéro un au Billboard Hot 100 (Midnight Train to Georgia et That's What Friends Are For), onze singles numéro un et six albums numéro un au classement R&B. Elle est intronisée au Rock and Roll Hall of Fame et au Vocal Group Hall of Fame avec The Pips. Deux de ses chansons (I Heard It Through the Grapevine et Midnight Train to Georgia) ont été intronisées au Grammy Hall of Fame pour leur « valeur historique et artistique significative ». Gladys a également enregistré la musique du film Licence to Kill (1989) de la saga James Bond. Le magazine Rolling Stone la classe parmi les 100 plus grands chanteurs de tous les temps.

## Biographie
Elle participe à un groupe vocal familial dès 1952, sous l'appellation « The Pips », avec son frère aîné Merald dit Bubba, sa sœur Brenda et deux de leurs cousins germains, Elenor Guest et William Guest. Le groupe de jeunes chanteurs se produit, durant six ans, dans la région d'Atlanta, comme artistes de variétés dans des cabarets et soirées dansantes durant la semaine, et comme chanteurs de gospel dans les églises le week-end.
En 1958, ils obtiennent leur premier engagement auprès de la firme Brunswick Records. Le groupe subit une première mutation à cette occasion, intégrant Edward Patten, un autre de leurs cousins, et Langston George. L'année suivante, Brenda Knight et Elenor Guest quittent le groupe pour aller fonder une famille.
En 1961, le groupe enregistre, pour le petit label Huntom, une nouvelle version de Every Beat Of My Heart, chanson créée par Johnny Otis. Le disque, dans lequel le groupe révèle un certain talent pour le blues, rencontre un succès d'estime, et les droits sont cédés à une firme plus importante, Vee Jay Records et parvient au sommet de plusieurs hit-parades américains. Gladys Knight se révélant la chanteuse la plus en vue du groupe, celui-ci est alors rebaptisé Gladys Knight and the Pips, les quatre hommes se muant en faire-valoir de la chanteuse.
Ils signent un nouveau contrat avec la firme Fury Records, qui leur fait enregistrer une nouvelle version de Every Beat of My Heart, qui est commercialisée concurremment avec la version initiale sortie chez Huntom. Les « simples » suivants, Letter Full Of Tears et Operator, finissent d'établir le groupe comme une valeur montante du rhythm and blues.
L'ascension du groupe subit toutefois un petit coup d'arrêt lorsqu'est signé un nouveau contrat avec la firme Maxx, en 1964, tandis qu'à la même époque, Langston George quitte le groupe, qui présente alors la composition qu'il gardera jusque dans les années 1980 : Gladys Knight, Merald Bubba Knight, William Guest et Edward Patten.
C'est en 1966 que se produit le tournant décisif de leur carrière. Ils sont auditionnés par Berry Gordy, qui leur accorde un engagement de longue durée dans une filiale de sa firme Motown, les disques Soul. Berry Gordy les confie aussitôt à Norman Whitfield, jeune compositeur et producteur de son « écurie », lequel écrit pour eux, en 1967, la version originale de I Heard It Through the Grapevine, qui obtient un grand succès et sera repris par un grand nombre de chanteurs dont, en 1969, Marvin Gaye, autre chanteur de Motown, qui obtiendra un succès plus grand encore que n'avait connu la version originale, à l'échelle internationale cette fois.
Norman Whitfield écrit encore deux grands succès pour eux, The Nitty Gritty, en 1968, et Friendship Train, en 1969. Cette année-là, la formation se produit au Harlem Cultural Festival. Confiés à d'autres auteurs-compositeurs, Gladys Knight and the Pips, avec la chanson If I Were Your Woman, en 1970, font réaliser à Motown une de ses meilleures ventes. Leur style musical évolue également, passant de nettes influences blues à des mélodies plus « middle-of-the-road ». Cette évolution ne leur est pas nuisible, puisque la chanson Neither One Of Us (Wants To Be The First To Say Goodbye) est sans conteste leur plus grand succès.
En 1973, vivement mécontents de la décision de Berry Gordy de déménager ses studios d'enregistrement de Détroit (Michigan) à Hollywood (Californie), Gladys Knight and the Pips prennent la décision de quitter Motown. Ils enregistrent trois albums avec la firme The Right Stuff, avant de se signer un nouveau contrat avec le label Buddah Records, en 1974. Cette décision leur est provisoirement profitable, puisque leurs disques successifs Midnight Train To Georgia, I've Got To Use My Imagination et The Best Thing That Ever Happened To Me, entre autres, parviennent aussi à se hisser au sommet de divers hit-parades américains.
En 1974, Curtis Mayfield écrit pour eux plusieurs chansons destinées à la bande originale du film Claudine. En 1975, la « chanson-titre » de l'album I Feel A Song leur fait une nouvelle fois atteindre les meilleures ventes. Toujours en 1975, leur album Second Anniversary est également très bien accueilli, notamment le medley de chansons The Way We Were/Try To Remember.
En 1976, Gladys Knight fait ses débuts comme actrice, dans le film Pipe Dreams, réalisé par Jerry Ballew et Stephen Verona, film dans lequel elle occupe un rôle de second plan, tandis que le groupe est chargé d'en interpréter la bande originale. Elle se produira à Paris, le 5 mai 1976 au Théâtre des Champs-Élysées
Un imbroglio juridique, lié à d'obscurs différends du contrat collectif entre le groupe et Buddah Records, force les membres du groupe à enregistrer des disques séparément, jusqu'à ce que, l'horizon judiciaire s'étant éclairci, ils puissent à nouveau se réunir pour signer un contrat avec la firme CBS, en 1980. Ils sont « pris en charge » par le duo d'auteurs-compositeurs Nicholas Ashford et Valerie Simpson, qu'ils avaient déjà croisés à l'époque de Motown, au tournant des années 1960-1970.
Ashford et Simpson écrivent et produisent pour eux l'album About Love, dans lequel on remarque la chanson Bourgie Bourgie, qui est une virulente critique sociale traitée dans le mode rhythm and blues.
Les albums suivants alternent les styles rhythm and blues et middle of the road, démontrant l'aisance du groupe dans les deux genres, leurs « tubes » de l'époque étant Save The Overtime (For Me) et You're Number One In My Book, en 1983 puis, après un nouveau changement de maison de disques au profit de MCA, Love Overboard, chanson qui leur fait obtenir un Grammy Award en 1989 pour leur interprétation.
Le groupe se sépare définitivement après cette distinction, Merald Knight continuant parfois à chanter en choriste auprès de sa sœur, notamment pour la chanson Licence To Kill, bande originale du film Permis de tuer, de la série des James Bond, qui parvient à se hisser parmi les dix meilleures ventes de l'année 1989 au Royaume-Uni.
Bon an mal an, Gladys Knight sort plusieurs albums solo depuis lors, sans toutefois renouer avec le succès international du début des années 1970. Elle fait également plusieurs apparitions dans divers rôles de second plan au cinéma et à la télévision, dont le film Unbeatable Haold, réalisé par Ari Palitz d'après une pièce de Randy Noojin, sorti sur les écrans en 2005.
Gladys Knight a publiquement reconnu, en 1987, avoir souffert d'un penchant maladif pour le jeu de baccara, allant jusqu'à perdre 45 000 dollars en une seule soirée, ce qui la conduisit à se rapprocher de l'association Gamblers Anonymous pour se guérir de son vice.
Par ailleurs, elle s'est jointe, en 1997, à l'Église de Jésus-Christ des saints des derniers jours, proximité spirituelle dont, depuis le milieu des années 1990, on retrouve la trace dans certaines de ses interprétations, notamment dans l'album Many Different Roads (1999), avec lequel elle renoua avec sa formation initiale de chanteuse de gospel.
En 2004, elle est l'une des interprètes principales du concert caritatif Divas Live 2004, aux côtés de Ashanti, Cyndi Lauper, Jessica Simpson, Joss Stone et Patti LaBelle, en support à « Save The Music Fondation ».
En 2006, après quelques années d'absence, elle revient dans un répertoire où on ne l'attendait pas,à savoir un album de jazz nommé Before me.
En 2012, elle participe à Dancing with the Stars 14.
En 2019, elle participe à la première saison de The Masked Singer, déguisée en abeille. Elle terminera à la 3ème place de la compétition.

### Vie privée
Elle a été mariée à : 
- James Newman (1960-1973) avec qui elle a eu deux enfants :
  - James Newman III (1962-1999),
  - Kenya Newman (1963)
- Barry Hankerson(1974-1979), oncle de la chanteuse Aaliyah Dana Haughton (1979-2001) avec qui elle a eu un enfant, Shanga (1976)
- Les Brown (1995–1997)
- William McDowell (m. 2001).

## Discographie
(Liste non exhaustive)

### Gladys Knight & the Pips:1reépoque
- 1962 : Letter Full Of Tears album de 12 titres (Fury Records)
- 1967 : Everybody Needs Love, album 12 titres (Motown Records)
- 1968 : Feelin' Bluesy, album 12 titres (Motown Records)
- 1969 : Nitty Gritty, album 12 titres (Motown Records)
- 1969 : Silk N' Soul, album 12 titres (Motown Records)
- 1971 : If I Were Your Woman, album 12 titres (Motown Records)
- 1972 : Standing Ovation, album 9 titres (Motown Records)
- 1973 : Neither One Of Us, album 9 titres (Motown Records)
- 1973 : Imagination, album 9 titres (The Right Stuff)
- 1973 : All I Need Is Time (Motown Records)
- 1974 : I Feel A Song, album 9 titres (The Right Stuff)
- 1974 : Knight Time (Motown Records)
- 1974 : Claudine, Original Motion Picture Soundtrack, album 7 titres (The Right Stuff)
- 1975 : 2nd Anniversary, album 9 titres (Buddah Records)
- 1975 : A Little Knight Music (Motown Records)
- 1978 : The One & Only, album 10 titres (Buddah Records)

### Gladys Knight en solo:1reépoque
- 1978 : Miss Gladys Knight, album 9 titres, (Buddah Records)
- 1979 : Gladys Knight, album 10 titres, (Columbia Records)

### Gladys Knight & the Pips:2dépoque
- 1980 : About Love, album 8 titres (Columbia Records)
- 1981 : Touch, album 9 titres (Legacy Recordings)
- 1982 : That Special Time of Year, album 10 titres (Columbia Records)
- 1983 : Visions, album 10 titres (Columbia Records)
- 1985 : Life, album 9 titres (Columbia Records)
- 1987 : All Our Love, album 11 titres (MCA records)

### Gladys Knight en solo:2dépoque
- 1991 : Good woman, album 11 titres, dont un trio avec Dionne Warwick & Patti Labelle (MCA Records)
- 1994 : Just For You, album 9 titres, dont 1 medley de 3 titres (MCA Records)
- 1999 : Many Different Roads, album 13 titres, soul et gospel (MCA Records)
- 2000 : At Last, album 13 titres, rhythm and blues (MCA Records)
- 2005 : One Voice, album 15 titres (Many Roads Records)
- 2006 : Before me, album titres (Verve Records)
- 2006 : A Christmas Celebration with The Saints Unified Voices, album 12 titres (Many Roads Records)
- 2013 : Another Journey, album 9 titres (Many Roads Records)
- 2014 : Where My Heart Belongs, album 10 titres (Shadow Mountain)

### Albums en concert
- 1970 : All in a Knight's Work, album de 15 titres (Motown Records)
- 1996 : The Lost Live Album, CD 12 titres enregistrés le 27 juillet 1974 (Buddah Records)
- 1998 : Live at The Roxy, CD 13 titres enregistrés entre le 26 et 30 août 1980 (Sony Music)

### Compilations
- 1993 : Letter Full Of Tears, CD 1961-1963, album 25 titres (Relic Record Productions)
- 1996 : Blue Lights In The Basement, CD 1973-1978, album 17 titres (RCA Records)
- 1997 : Workin' Overtime, CD 10 titres (Sony Music)

## Filmographie
- 1976 : Pipe Dreams de Stephen Verona : Maria Wilson
- 1993 : Twenty Bucks de Keva Rosenfeld : Mme McCormack
- 2008 : Gladys Knight & the Pips featuring Ray Charles : Live in Los Angeles, Greek Theatre 1977, DVD 15 titres dont 5 avec Ray Charles (Immortal)
- 2003 : Hollywood Homicide : Avec Harrison Ford et Josh Hartnett : Olivia Robidoux
- 2016 : Almost Christmas : Dorothy, directrice du refuge
- 2017 : Star (série télévisée) : elle-même (2 épisodes)
- 2022 : Noël sous les bravos d'Erni Barbarash : Cora Lawson

## Sources
- (en) Cet article est partiellement ou en totalité issu de l’article de Wikipédia en anglais intitulé « Gladys Knight » (voir la liste des auteurs).